# Протока Лужина
50°13′00″ пн. ш. 155°07′00″ сх. д. / 50.216666666667° пн. ш. 155.11666666667° сх. д.
Протока Лужина (Третя Курильська протока; рос. Пролив Лужина; Третий Курильский пролив) — протока Курильських островів між островами Парамуширом і Анциферова. Ширина — від 9 до 15 км, глибока; спостерігаються сильні течії. Знаходиться в акваторії Сєверо-Курильського міського округу Сахалінської області Російської Федерації. Названа на честь російського геодезиста Федора Лужина.